# 徳雲寺 (西尾市)
徳雲寺（とくうんじ）は、愛知県西尾市吉良町吉田八ツ田45にある浄土宗の寺院。山号は最勝王山。本堂と弁天堂が登録有形文化財。布施行者として知られる尼僧の颯田本真が開いた寺院である。

## 歴史

### 颯田本真
弘化2年（1845年）11月28日、颯田本真（颯田本真尼）は幡豆郡吉田村（現・西尾市吉良町）の颯田清左衛門の長女として生まれた。颯田清左衛門は信仰心の篤い豪農だった。
文久2年（1862年）2月に庵を結んで慈教庵と号した。20歳の時には1000日に渡って床に就かずに念仏を唱え続ける「不臥の念仏」を達成した。慶応元年（1865年）以後には幡豆郡寺津村（現・西尾市寺津町）にある瑞松庵の実英尼の下で修行を行った。

### 徳雲寺の建立
1879年（明治12年）5月9日に寺号を公称して徳雲寺となると、1882年（明治15年）7月に本堂の建立を発願し、1883年（明治16年）9月に竣工して入仏式が行われた。1890年（明治23年）の高潮では徳雲寺も被害を受けた。1891年（明治24年）には濃尾地震が起こり、やはり徳雲寺も大きな被害を受けたとされる。

### 弁天堂の建立
1918年（大正7年）7月、颯田本真の信徒で大阪に住む泉谷儀三郎は、了徳院から弁財天尊像を遷祀して弁天堂を建立した。颯田本真はその後も精力的に窮民救済の活動を行い、1928年（昭和3年）に徳雲寺で死去した。颯田本真は「日本のマザー・テレサ」と呼ばれることもある。徳雲寺には颯田本真の小さな墓が建立されている。

### 現代の動向
2016年（平成28年）4月8日、徳雲寺で颯田本真の90回忌法要が営まれた。
吉良町には戦国武将の松井忠次が創建した法応寺があったが、1957年（昭和32年）に廃寺となると松井忠次の肖像画や仏像は東京に移された。2018年（平成30年）には肖像画2点が西尾市に寄贈され、仏像4体が徳運寺に納められた。2019年（令和元年）11月15日には肖像画が徳雲寺で公開された。
2021年（令和3年）2月4日、本堂と弁天堂が登録有形文化財に登録された。

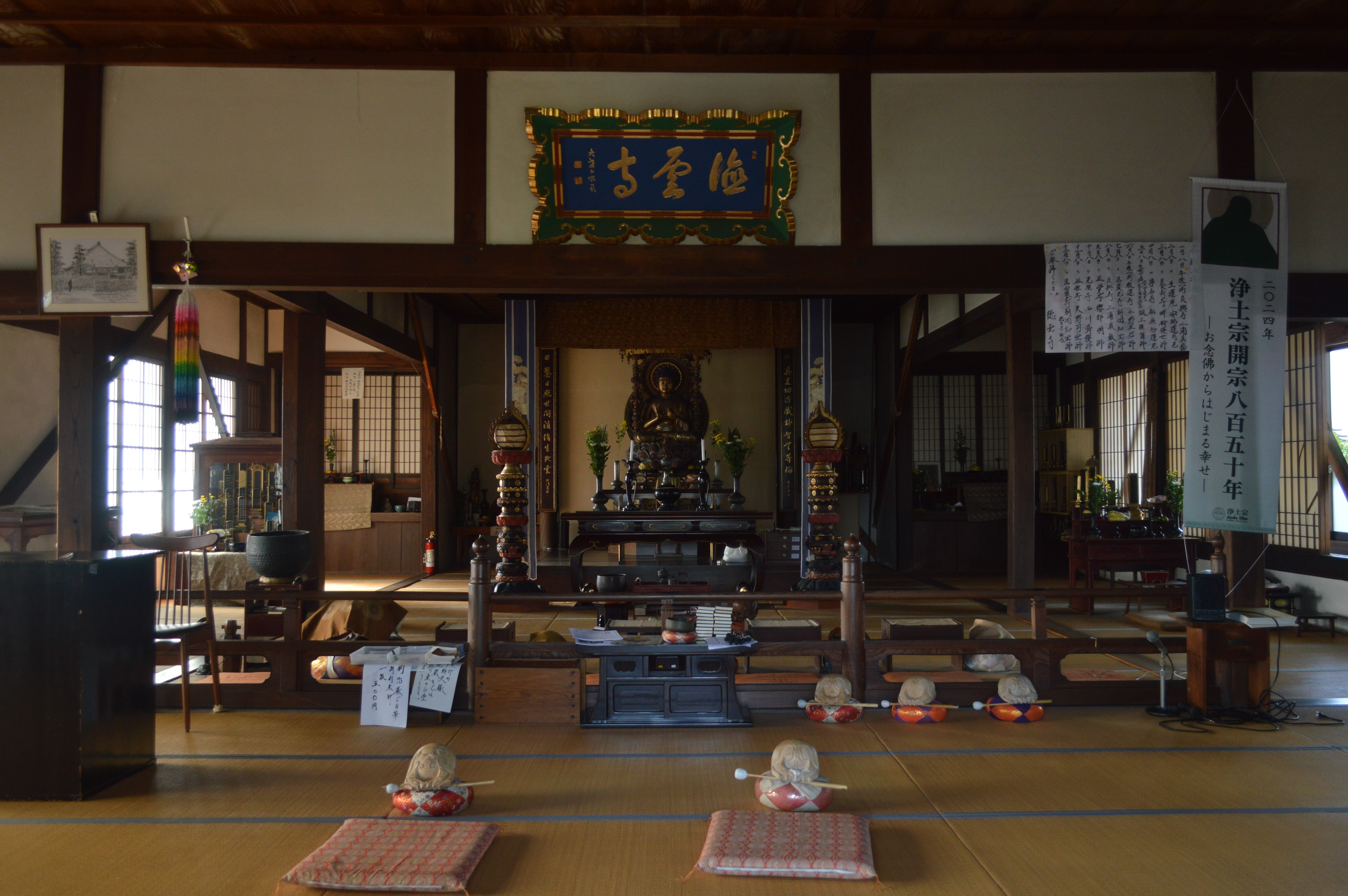
本堂の内部
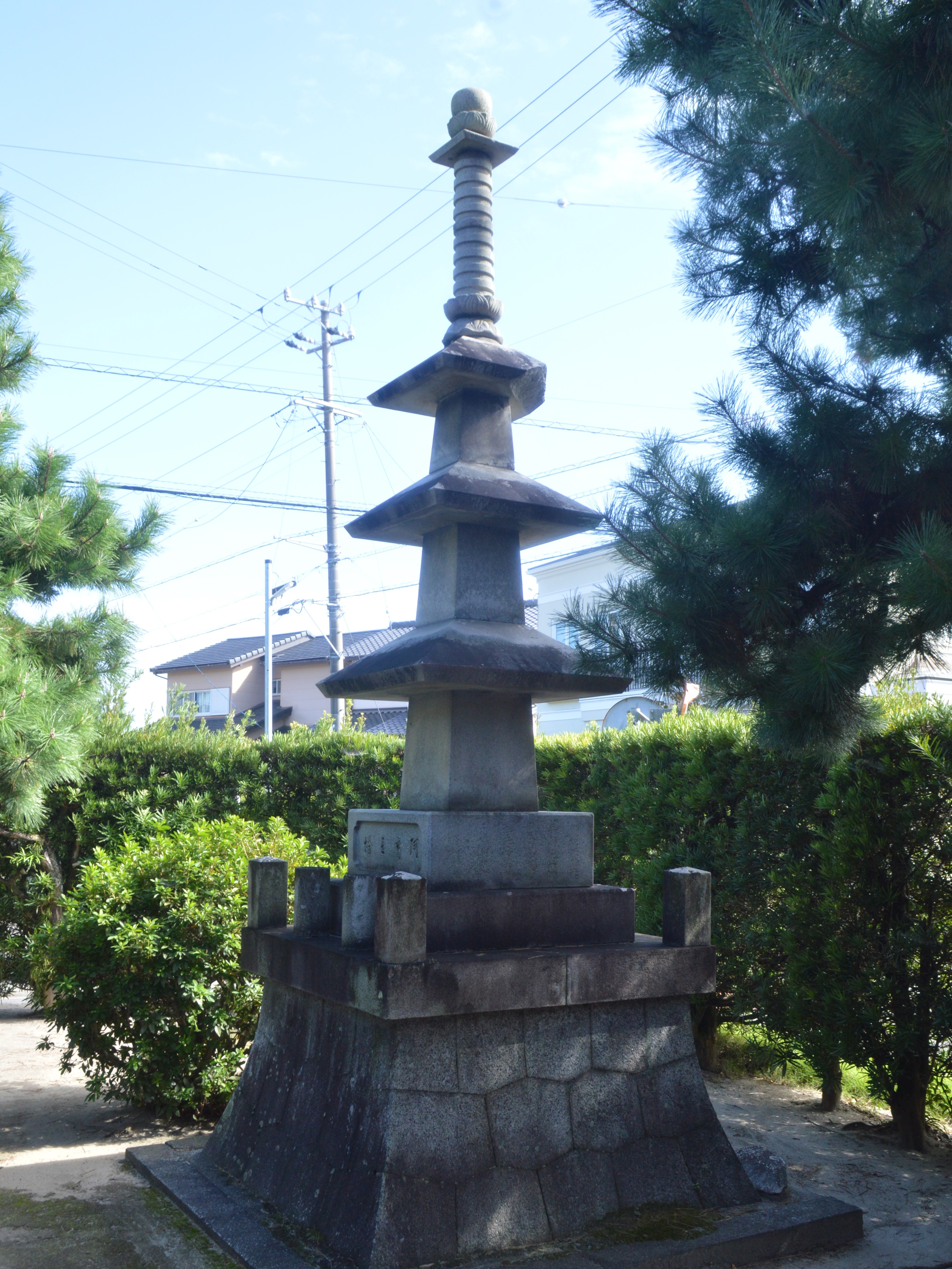
石塔
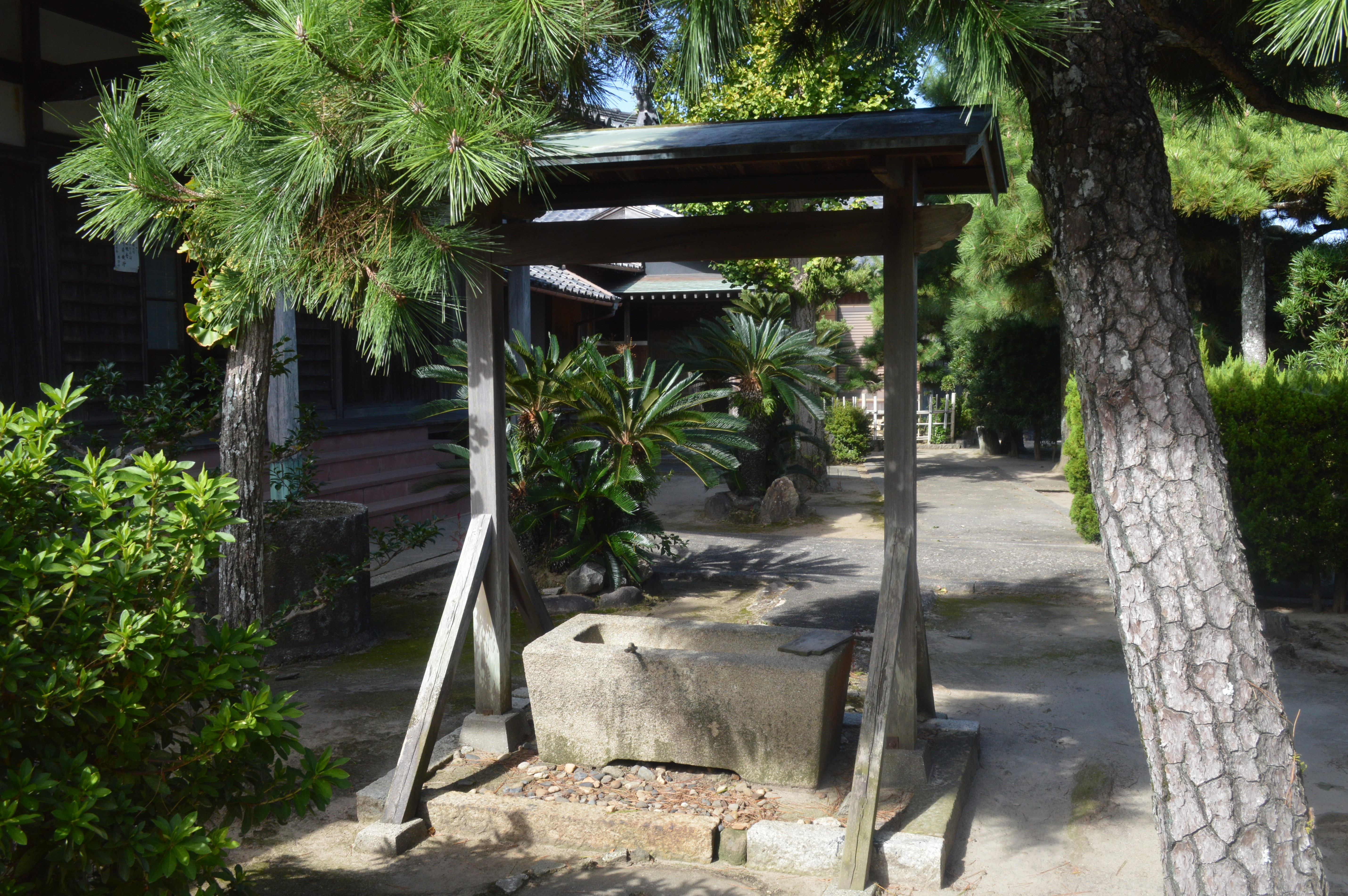
手水舎
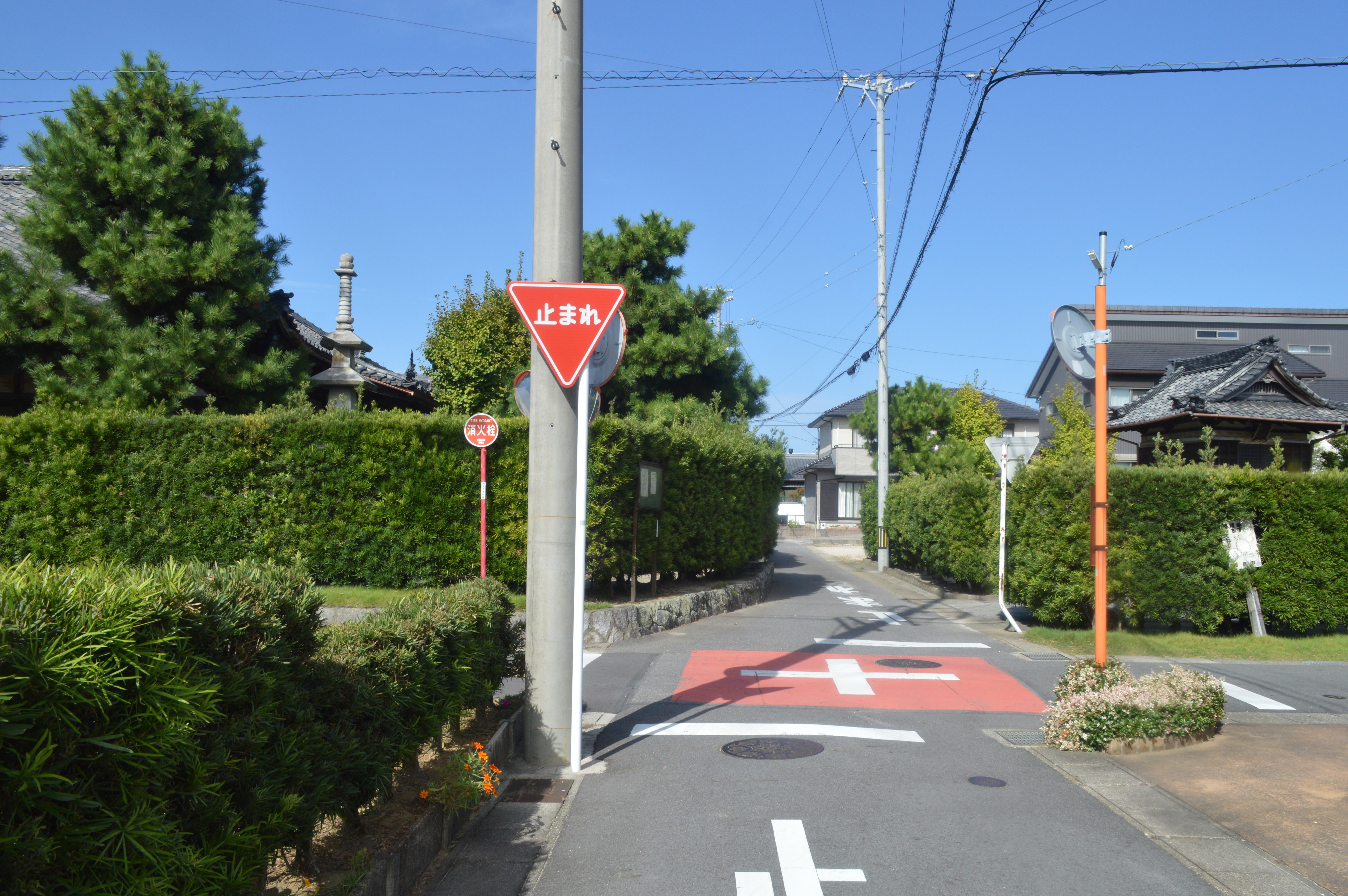
本堂（左端）と弁天堂（右端）

## 文化財

### 登録有形文化財
- 本堂

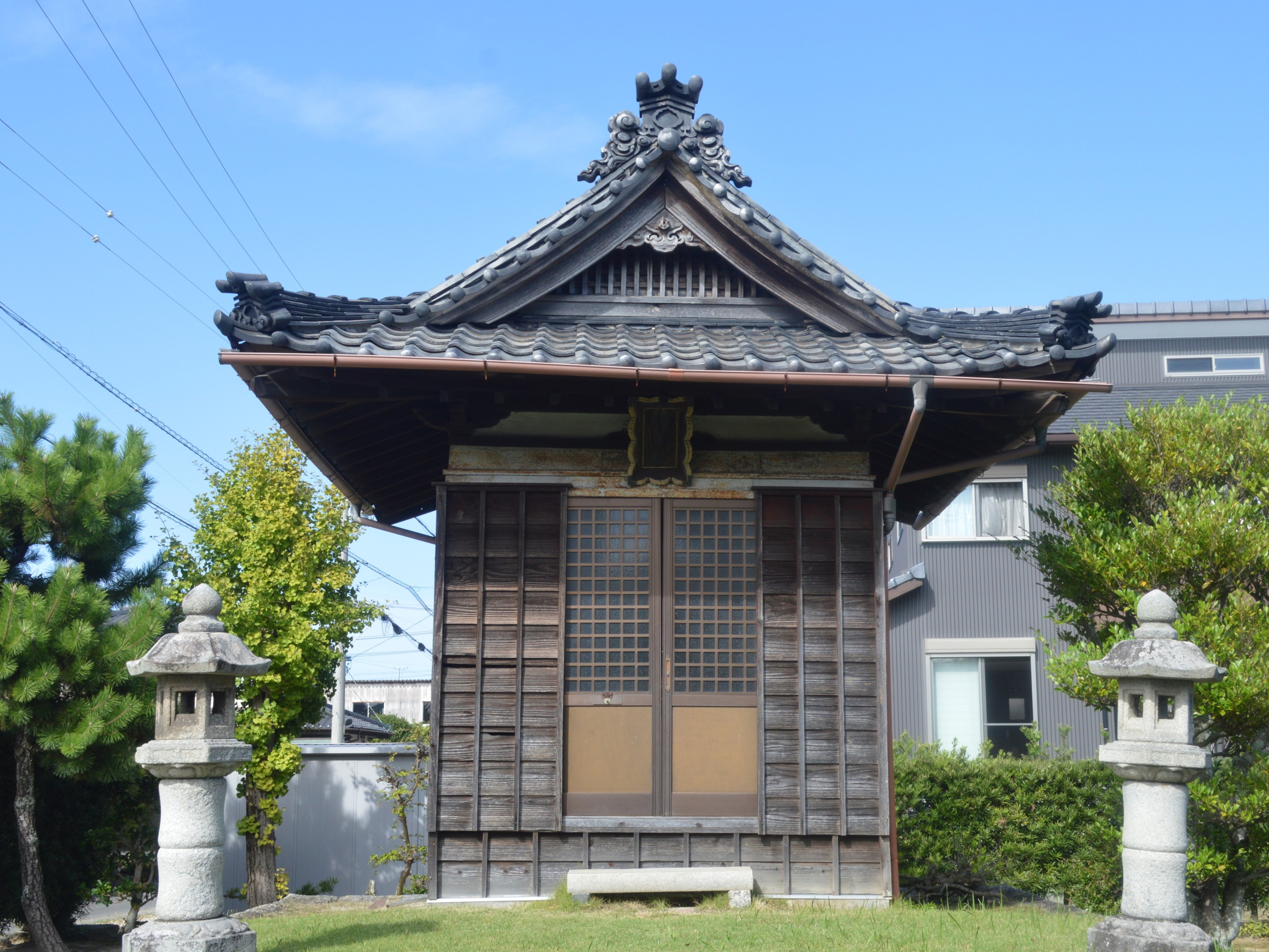
弁天堂

  - 木造平屋建、瓦葺、建築面積214平方メートル[1]。寄棟造、妻入[1]。正面3間、側面8間[1]。通りに東面する[1]。北には玄関棟が接続する[1]。
  - 1883年（明治16年）竣工[1]。2021年（令和3年）2月4日、登録有形文化財に登録された[1]。登録基準は「国土の歴史的景観に寄与しているもの」[11]。
- 弁天堂
  - 木造平屋建、瓦葺、建築面積6.3平方メートル[2]。正面は入母屋造、背面は切妻造、妻入[2]。正面1間、背側面2間[2]。外壁は下見板張であり、正面のみ押縁下見板張[2]。本堂の東側に南面する[2]。
  - 1918年（大正7年）竣工[2]。2021年（令和3年）2月4日、登録有形文化財に登録された[2]。登録基準は「国土の歴史的景観に寄与しているもの」[11]